# Odbor přátel Slavie

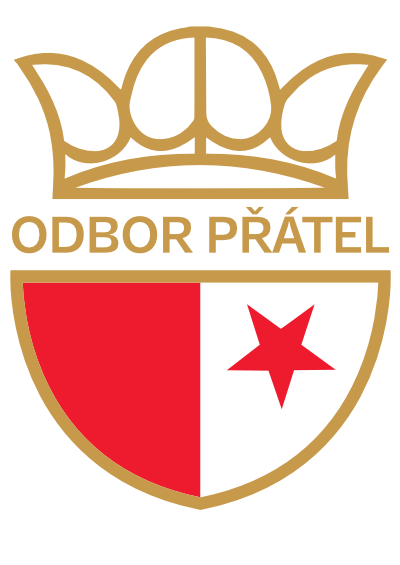
Logo Odboru přátel Slavie (r. 2020)

Odbor přátel Slavie (plným názvem Fotbalový oddíl SK Slavia Praha – Odbor přátel) je fotbalový oddíl hrající rekreační kopanou a fanouškovskou organizací spojující příznivce klubu SK Slavia Praha. Současně je druhým největším akcionářem tohoto klubu a členem spolku nazvaného Sportovní klub Slavia, který sdružuje všechny sporty působící pod názvem Slavia a je zároveň vlastníkem hřišť či stadionů těchto sportů.. Spolek adoptoval hrob Johna Williama Maddena.

## Vznik
Na podzim 1963 si Slavia Praha jako druholigové Dynamo Praha přivezla porážky 2:3 z Úpice a Ratíškovic. Na vyšších místech padlo rozhodnutí o likvidaci klubu. Reprezentantům, kteří hráli za Slavii bylo doporučeno jít si hledat nové angažmá, legenda klubu Hildebrandt měl pokračovat dále již jen v pozici pokrývače. Klub čekalo další stěhování; po válce se musel stěhovat z Letné do Vršovic a teď se do stadionu v Edenu měla nastěhovat TJ ČKD Praha, dnešní Bohemka.
Jaro 1964, fotbalová Slavia oficiálně zvaná Dynamo Praha se potácí na chvostu druhé fotbalové ligy. Fanoušci kdysi slavného klubu si kladli otázku jak je to možné. Nevinná pozvánka od šéfredaktora časopisu Plamen Jiřího Hájka na diskuzní besedu přátel Slavie měla za následek, že se 23. března uskutečnilo masové shromáždění přátel Slavie ve velkém sále Slovanského domu. Příznivci se do sálu nevešli a mačkali se i venku, celkem se zúčastnilo přes 1 000 lidí. Shromáždění řídil Pavel Hanuš, nejdříve dal slovo trenéru Finkovi a zástupcům jednoty. Příznivci se ale nedočkali žádných slov, která by zaručovala zářnou budoucnost Slavie. Zjistili například, že sedmnáct hráčů A týmu se chystá v létě ze Slavie odejít. A tak vznikla výzva k založení Sdružení přátel Slavie, dnes známé pod jménem Odbor přátel Slavie.
Vítězslav Houška v knize Věčná Slavia toto shromáždění popisuje:
| „                                | Padl návrh, aby bylo zřízeno Sdružení přátel a příznivců Slavie; bylo naskicováno prohlášení, jež vyzývalo, aby se všichni věrní a věřivý přihlásili do Sdružení, aby výbor neuvolnil "ani muže ze závodu" a vynasnažil se získat posily, aby podniky poskytly Dynamu patronát, aby hráči zachovali v této kritické době klubu věrnost, aby byl jednotě navrácen vyvlastněný a tradiční název a aby byla napravena křivda, jež byla projevem necitlivého přístupu k tradicím našeho sportu a k cítění veřejnosti. Podepsán výbor kulturních pracovníků (František Bernhart, Jiří Hájek, Josef Kalaš, Ladislav Malý, Miloš Nesvadba a předseda Pavel Hanuš, tribun a pohon hnutí. | “ |
| — Vítězslav Houška: Věčná Slavia | |   |

Tak vznikl nápad založit dnešní Odbor přátel Slavie, tehdy pod názvem Sdružení přátel Slavie, tedy v době kdy hrozil sestup fotbalové Slavii do druhé ligy a nejspíše i zánik. Ustanovující konference se konala 20. září 1964.
Fanoušci Slavie se proto rozhodli, že založí Odbor přátel Slavie a fotbalový klub zachrání. Mezi fanoušky se zařadili i herci, zpěváci, výtvarní umělci, bývalé klubové legendy jako Plánička, Ženíšek nebo Seifert se dobrovolně hlásili pomoci klub zachránit.
Nejprve se snažili sehnat prostředky na provoz a pak i posily pro návrat do první ligy. Tehdejší nejslavnější umělci vystupovali na akcích Odboru přátel „Slavisté Slavii“ či „Slávistický karneval“ bez nároku na honorář. Sklářský výtvarník Stanislav Libenský a mim Fialka se vzdali honoráře za udělení titulu národní umělec ve prospěch Slavie.[zdroj?] Po celé republice pořádali fanoušci akce, jejichž výtěžek putoval na záchranu klubu.
Odbor přátel Slavie se okamžitě ocitl v hledáčku Státní bezpečnosti.[zdroj?] Ale díky tomu, že se do záchrany klubu zapojily desítky slavných postav české kultury, si StB na jména jako Pivec, Pešek, Kemr, Marvan, Hrabal, Jirotka, Vojta netroufla. Našli se i nepřátelé Slavie. Desítky udavačských dopisů mířily na ústřední výbor KSČ a obviňovaly Odbor přátel z buržoazních praktik. Asi nejvýznamnější postava prvních let OP spisovatel Pavel Hanuš vyřešil atak mistrovsky, když prohlásil, že Odbor přátel vznikl podle „sovětského vzoru“.[zdroj?]
Jedním z těch, kteří odmítli klub v těžkých dobách opustit, byl dnes devadesátiletý funkcionář Jiří Vrba. Vymyslel administrativní fintu, jak navrátit klubu jeho prvorepublikové jméno. Tedy tak, že požádal o změnu názvu úředníky na Praze 10, kteří tuto změnu povolili. Až na třetí pokus se Dynamo konečně zase stalo Slavií, předchozí pokusy na vyšších instancích byli neúspěšné.
Odbor přátel Slavie zajišťoval pro fotbalový klub Slavie hráče mimo účetnictví klubu z peněz umělců. Například Josef Kadraba vzpomínal:
| „                          | „Tehdy za mnou přijel Martin Růžek doprovázený ještě nějakým hercem a bez okolků se poptávali, na kolik se cením a kolik bych za přestup požadoval. Ale abych prý nezapomínal, že Slavia je na tom dost bídně, že výbory z tělovýchovné jednoty fotbal ani trochu nezajímá a na přestup nedají ani korunu, takže všechno budou muset zaplatit oni," vzpomínal na svůj přestup do Slavie Josef Kadraba. „Řekl jsem si o deset tisíc a Růžek ani nesmlouval. Vytáhl šrajtofli, odpočítal pět tisíc a vysázel je na stůl. ,Tady máte zálohu a až se Slavií postoupíte do ligy, dostanete dalších pět,‘ vybafl na mě a ani žádný úpis na ty peníze nechtěl. A když jsme se pak dostali do ligy, skutečně přišel a doplatil mi pět zbývajících tisíc. | “ |
| — Sport.cz (5. srpna 2019) | |   |

## O Odboru přátel Slavie
Odbor přátel Slavie má od roku 2017 jedenáctičlenný výbor a kontrolní komisi o 5 členech. Provoz zajišťuje sekretariát, který má na starosti sekretář.

### Předsedové Odboru přátel
1. Pavel Hanuš (1964-1966)
2. Martin Růžek (1966-1982)[9]
3. Josef Vinklář (1982-1987)
4. Ilja Prachař (1987-1991)[10] [11]
5. Rudolf Jelínek (1991-1993)
6. Ota Hemele (1993-1995)
7. Miroslav Ondříček (1995 - ?)
8. Doc. MUDr. Václav Smetana (2001,2?-do 2003)
9. Ing. Ladislav Adamec (2003-2013)
10. Ing. Martin Krob (2013-2017) [12] [13]
11. MUDr. Michael Janáček (2017-2021)
12. David Ocetník (od roku 2021)

## Vedení spolku

### Výbor Odboru přátel Slavie
Od roku 2017 je výkonný výbor jedenáctičlenný. 
| rok         | předseda výboru       | 1. místopředseda     | 2. místopředseda | 3. místopředseda | jednatel         | hospodář      | člen výboru           | člen výboru     | člen výboru      | člen výboru  | člen výboru  |
| ----------- | --------------------- | -------------------- | ---------------- | ---------------- | ---------------- | ------------- | --------------------- | --------------- | ---------------- | ------------ | ------------ |
| 2017 - 2021 | MUDr. Michael Janáček | JUDr. Vlastimil Váňa | Pavel Moulis     | Martin Krob      | Ing. Jan Chmelík | David Ocetník | Libor Jonáš           | Václav Smetana  | Miroslav Pomikal | Marek Vlnas  | Marek Veselý |
| 2021 - ?    | David Ocetník         | JUDr. Vlastimil Váňa | Pavel Moulis     | Pavla Kubálková  | Ing. Jan Chmelík | Lukáš Gavlák  | MUDr. Michael Janáček | Václav Smetanna | Miroslav Pomikal | Rudolf Vinař | Marek Veselý |

### Kontrolní komise
Kontrolní komise je čtyřčlenná.
| Rok         | Předseda      | člen           | člen       | člen           |
| ----------- | ------------- | -------------- | ---------- | -------------- |
| 2017 - 2021 | Karel Vavřina | Pavel Tomčišin | Jiří Krůla | Jiří Červenský |
| 2021- ?     | Karel Vavřina | Pavel Tomčišin | Jiří Krůla | Jiří Červenský |
|             |               |                |            |                |

## Aktivity Odboru přátel Slavie

### Historická sekce
Odbor přátel Slavie sdružuje nadšence do historie Slavie a to nejen té fotbalové. Hlavní činností této historické sekce je bádání v archívech, publikace článků, zpřesňování historických souvislostí a hledání potomků velkých slávistů ale i hrobu již nezapomenutelných slávistů. Vedoucí historické sekce je Miroslav Pomikal, členové jsou (abecedně): Donner Tomáš, Fuczík Ondřej, Hrabě Staniclav, Chmelík Jan, Jelínek Rudolf, Jonáš Libor, Kilián Miloslav, Král Lubomír, Krob Martin, Kříž Karel, Kužel Petr, Lukšů David, Ocetník David, Pech Patrik, Procházka Pavel, Scheiner Eugen, Starý Michal, Váňa Vlastimil, Zápotocký Vladimír.
Jedním z významných objevů je správné datum vzniku Sportovního klubu Slavie. Do roku 2020 bylo správné datum vzniku označován 2. listopad 1892. Nicméně správné datum je dle historické sekce 14. listopad 1892. Aktuálně (listopad 2020) se řeší uznání tohoto data jako správného s dotčenými stranami.  

### Vzpomínkové akce
U příležitosti 50 let vzniku Odboru přátel Slavie se odehrál přátelský fotbalový zápas mezi mužstvy SK Slavia Praha a Hajdukem Split. Zápas se odehrál 6. září 2014 . Slavia tento zápas vyhrála 2:0
U příležitosti 55 let pozval Odbor přátel na výlet lodí zaměstnance a vedení fotbalové Slavie. Akce se účastnili u různí další zástupci, například ze Slavie spolku.

### Univerzita Slavie
Miroslav Pomikal a Martin Krob vymysleli projet nazývaný Univerzita Slavia. Tematické přednášky, mnohdy s hosty přibližují nejen slávistickým fanouškům etapy z historie fotbalové Slavie a jejich fanoušků.

### Červenobílé listy
Odbor přátel Slavie vydává vlastní časopis s názvem Červenobílé listy, které vychází 2x ročně. Pro členy Odboru přátel Slavie je zdarma.
| Ročník | číslo | název                                               | poznámka |
| ------ | ----- | --------------------------------------------------- | --- |
| 2014   | 1-2   |                                                     | (dvojčíslo) |
| 2015   | 1     | Nejlepší trenéři Slavie                             | |
| 2015   | 2     | 51 slávistických zážitků                            | |
| 2016   | 1     | 11 nezapomenutelných slávistických kapitánů         | |
| 2016   | 2     | Sešívaní kanonýři                                   | |
| 2017   | 1     | Cesta za titulem                                    | |
| 2017   | 2     | 125 nejveselejších historek z dějin Slavie          | |
| 2017   |       | John William Madden                                 | speciální vydání v angličtině vydané při návštěvě zástupců Celtic Graves Society, fanoušku fotbalového klubu Celtic Glasgow |
| 2018   | 1     | Evropský Triumf 1938, vítěz Středoevropského poháru | |
| 2018   | 2     | Slavia základ státu                                 | |
| 2019   | 1     | Pořádný fotbal 1899 - 2019                          | |
| 2019   | 2     | 55 let jsme přáteli Slavie                          | |
| 2020   | 1     | Koronatitul                                         | |
| 2021   | 1     | Slavia na cestě kolem světa                         | |

### Celostátní setkání přátel Slavie
Jedná se o setkání slávistů, které se pořádá každoročně pod patronací výboru Odboru přátel Slavie v nějaké z odboček Odboru přátel. Součástí je nejen poznávací výlet po městě, kde se setkání koná ale zejména turnaj v malé kopané.
- 2004 – Rožďalovice
- 2005 – Strašnov
- 2006 – Česká Lípa
- 2007 – Příbram
- 2008 – Lázně Bělohrad
- 2009 – Zákupy
- 2010 – Rožďalovice
- 2011 – Nečín
- 2012 – Plasy
- 2013 – Šternberk
- 2014 – Praha
- 2015 – Hodonín
- 2016 – Klatovy[18]
- 2017 – Strakonice[19]
- 2018 – Kardašova Řečice
- 2019 – Bělá pod Bezdězem
- 2020 – kvůli pandemii koronaviru neuskutečněno. Mělo být uspořádáno v Rožďalovicích.
- 2021 - kvůli pandemii koronaviru neuskutečněno. Mělo být uspořádáno v Rožďalovicích.
- 2022 - Rožďalovice
- 2023 - Třebíč

### Dušičky
Každoročně se v dušičkovém období vydávají členové Odboru přátel Slavie zapálit svíčku k hrobům známých osobností. Jednou z nejznámějších výprav je na Olšanské hřbitovy kde se účastníci zastaví u hrobu Johnyho W. Maddena, jehož hrob má Odbor přátel v adopci.

### Vánoční besídka na Slavii
Od roku 2018 každoročně Odbor přátel pořádá velkou akci pro děti, vánoční besídku "Slávinka". Akce nabízí mnoho aktivit pro děti ale i zábavu pro dospělé. 

### Společnost pro pomník Pepi Bicana
V roce 2002 se podílel na vzniku společnosti pro pomník Pepi Bicana, která měla zajistit důstojný pomník pro nejlepšího střelce gólů ve fotbalové historii. Na pomník se podařilo vybrat avšak později jeho syn, nechal z pomníku odstranit odkaz na Slavii a nahradil ho obrázkem míče.   

## Odbočky Odboru přátel
Odbor přátel sdružuje fanoušky buď individuálně nebo v takzvaných odbočkách, jež však většinou nemají právní subjektivitu a sdružuje je osoba předseda. Minimální počet členů v odbočce je pět osob, kteří musí býti členové Odboru přátel. Mezi největší odbočky patří Strakonice, Rožďalovice Archivováno 18. 10. 2020 na Wayback Machine. a AREA 114. Aktuální přehled odboček je na Portálu přátel Slavie.

## Rekreační kopaná
Fotbalová IX. hraje Rekreační kopanou, která vznikla jako mezi podniková kopaná v roce 1961. Tuto soutěž tým Odboru přátel Slavie vyhrál v ročnících 2013/2014, 2014/2015, 2015/2016, 2016/2017, 2018/2019 . Ročník 2019/2020 byl nedohrán kvůli pandemii koronaviru. Pravidelně se účastní turnaje v malé kopané Adria Cup. V roce 2012 skončil na třetím místě jako i v roce 2017. V roce 2013 dokonce druhý stejně jako v roce 2018.

## Nadační fond Slavie
V březnu roku 2023 se SK Slavia Praha - fotbal, a.s. a Odbor přátel Slavie rozhodli založit Nadační fond Slavie. 

## Slavní členové
Josef Kadraba , Luděk Munzar, Miloš Nesvadba  